# Copa Valais Sub-20
A Copa Valais Sub-20 é um torneio internacional de futebol sub-20 disputado por quatro equipes durante dois dias. É jogado no Complexo Sportif du Bout du Lac, em Le Bouveret, Suíça.
Em fevereiro de 2013, a FIFA deu a Kosovo a permissão para jogar contra equipas de base dos membros da entidade. Esta competição viu Kosovo competir em seu primeiro jogo oficialmente reconhecido, quando eles enfrentaram Gana no dia 14 de junho de 2013. O torneio também serviu como preparação de Egito e Gana para o Campeonato Mundial de Futebol Sub-20 de 2013.
O campeão da competição na sua edição inaugural foi o Brasil que venceu Gana na final nos pênaltis, após empate por 1 a 1 no tempo normal. Já a segunda edição da competição, disputada apenas dois anos depois e por clubes, em 2015, foi vencida pelo Porto de Portugal, que venceu os dois jogos que disputou.

## Títulos por equipes
| # | Equipe | Títulos  | Vice     |
| - | ------ | -------- | -------- |
| 1 | Brasil | 1 (2013) | 0        |
| 1 | Porto  | 1 (2015) | 0        |
| 2 | Gana   | 0        | 1 (2013) |
| 2 | Monaco | 0        | 1 (2015) |